# Bělení korálů

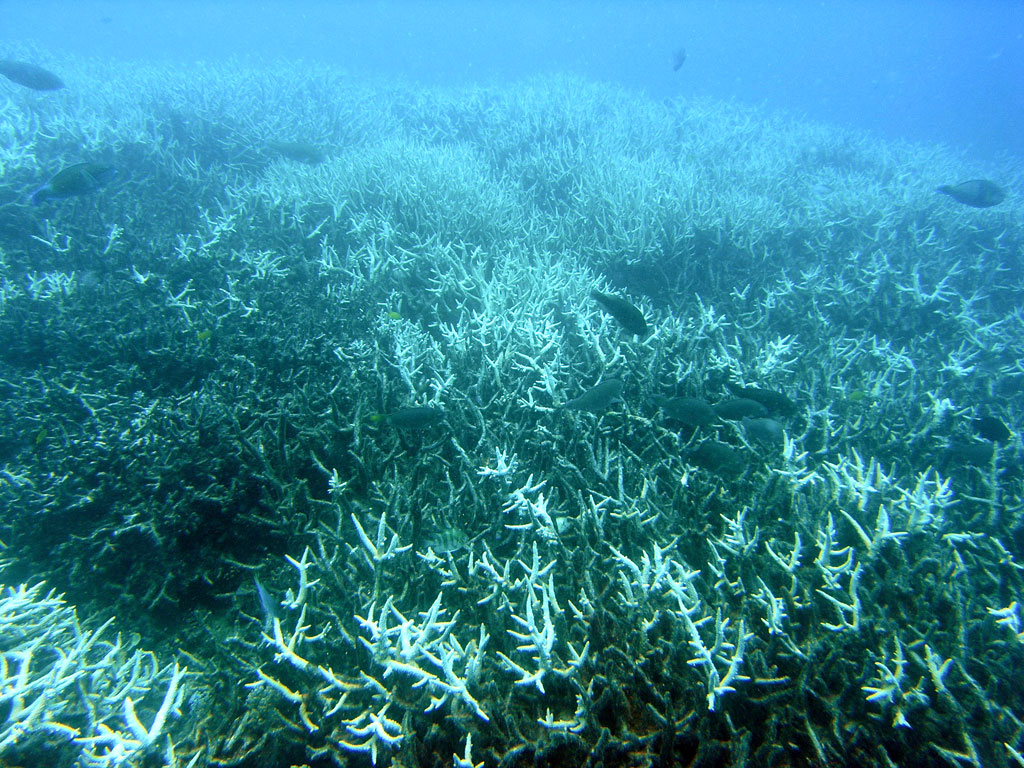
Vybělení koráli

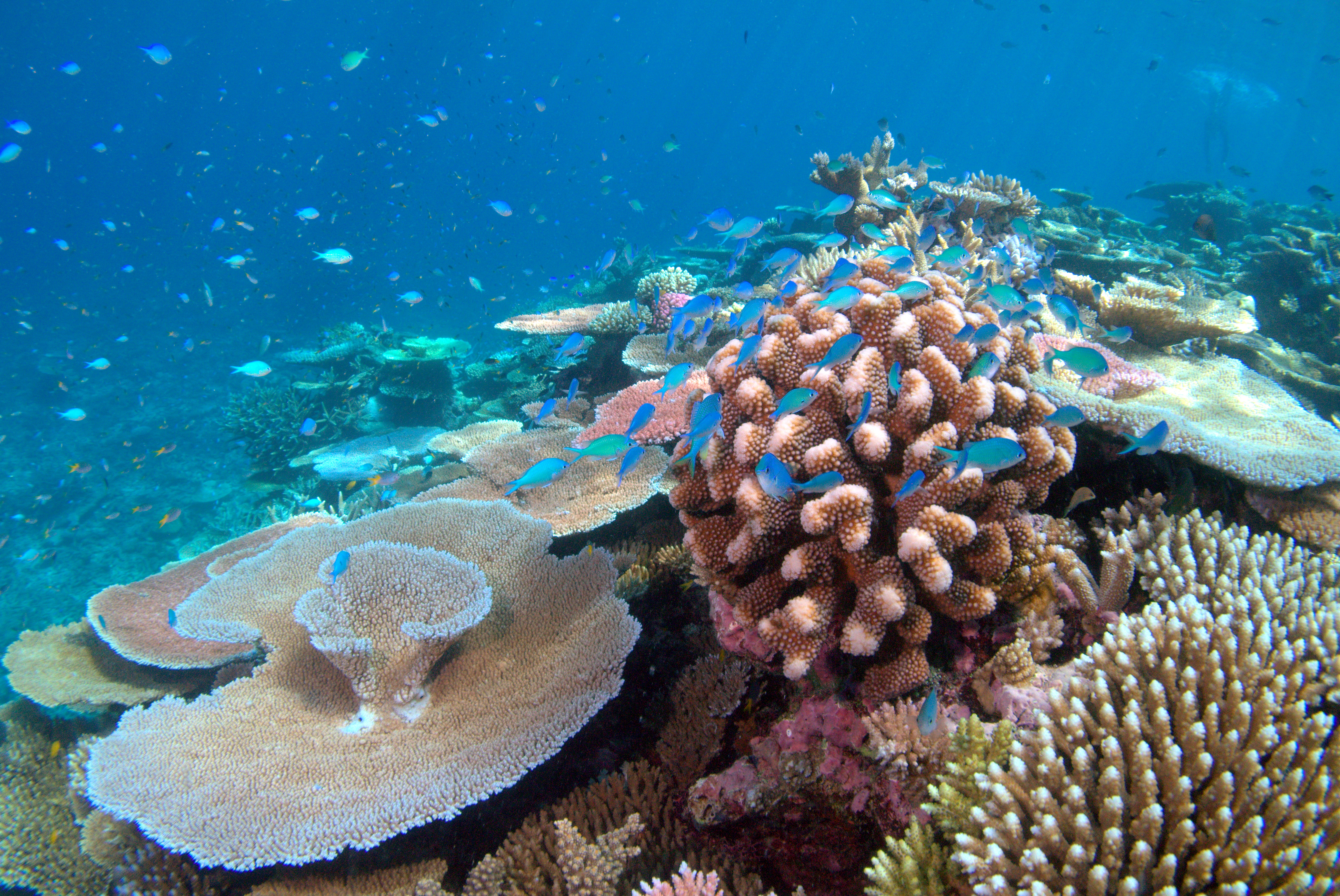
Zdraví koráli

Bělení korálů je proces, kdy koráli zbělají v důsledku různých stresorů, jako jsou změny teploty, světla nebo živin. K bělení dochází, když korálové polypy vypudí zooxanthely (obrněnky, které jsou běžně označovány jako řasy), které žijí uvnitř jejich tkáně, což způsobí, že korál zbělá. Zooxanthely jsou fotosyntetické a se zvyšující se teplotou vody začínají produkovat reaktivní formy kyslíku. To je pro korály toxické, takže korál vypudí zooxanthely. Vzhledem k tomu, že zooxanthely produkují většinu korálového zbarvení korálová tkáň se stává průhlednou a odhaluje kostru korálu tvořenou z uhličitanem vápenatým. Většina vybělených korálů vypadá jasně bíle, ale některé jsou modré, žluté nebo růžové díky pigmentovým proteinům v korálech.
Hlavní příčinou bělení korálů je zvyšující se teplota oceánů v důsledku změny klimatu. Teplota asi o 1 °C nad průměrem může způsobit bělení. Podle Programu OSN pro životní prostředí zabíjelo korály v letech 2014 až 2016 nejdelší zaznamenané globální bělení korálů v bezprecedentním měřítku. V roce 2016 bělení korálů na Velkém bariérovém útesu zabilo 29 až 50 procent korálů na útesu. V roce 2017 se bělení rozšířilo do centrální oblasti útesu. Průměrný interval mezi bělením se mezi lety 1980 a 2016 zkrátil na polovinu. Nejodolnější koráli na světě se nacházejí v jižní části Perského zálivu a Arabského zálivu. Někteří z těchto korálů bělí pouze tehdy, když teplota vody překročí ~35 °C.
Vybělení koráli nadále žijí, ale jsou zranitelnější vůči nemocem a hladovění. Zooxanthellae poskytují až 90 procent energie korálů, takže koráli jsou zbaveni živin, když jsou zooxanthely vypuzeny. Někteří koráli se zotaví, pokud se podmínky vrátí do normálu, a někteří koráli se mohou živit sami. Většina korálů bez zooxanthel však hladoví.
Za normálních okolností žijí korálové polypy v endosymbiotickém vztahu se zooxanthelami. Tento vztah je zásadní pro zdraví korálů a útesů, které poskytují útočiště přibližně 25 % veškerého mořského života.  V tomto vztahu korál poskytuje zooxanthele úkryt. Zooxanthely na oplátku poskytují sloučeniny, které dodávají energii korálům prostřednictvím fotosyntézy. Tento vztah umožnil korálům přežít nejméně 210 milionů let v prostředí chudém na živiny.  Bělení korálů je způsobeno rozpadem tohoto vztahu.

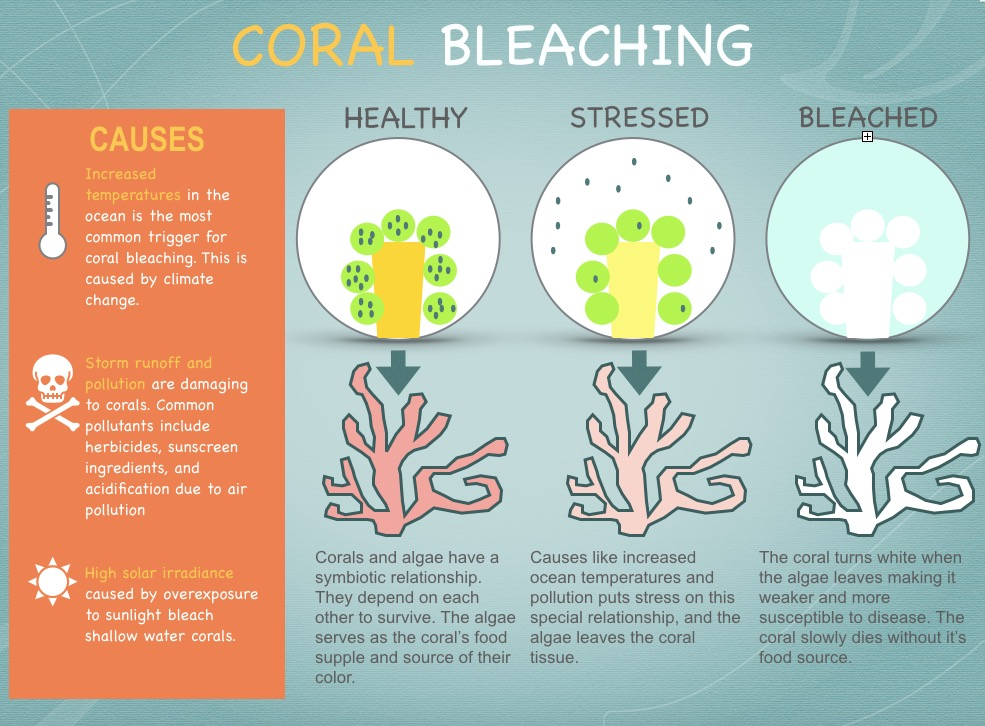
Koráli a mikroskopické řasy jsou v symbiotickém vztahu. Když se teplota vody příliš zvýší, řasy opustí korálovou tkáň a korál začne hladovět.

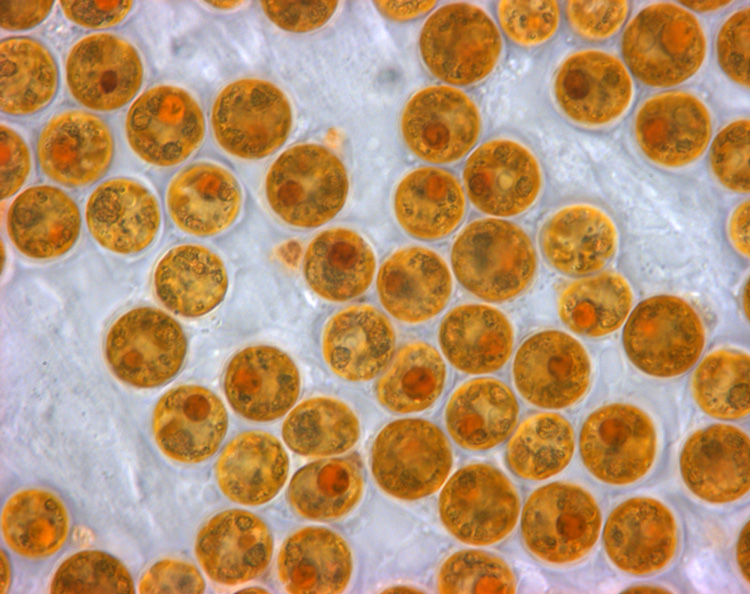
Zooxanthely, mikroskopické řasy, které žijí uvnitř korálů, dodávají jim barvu a zajišťují jim potravu prostřednictvím fotosyntézy.

## Procesy
Koráli, kteří tvoří velké ekosystémy útesů v tropických mořích, jsou závislí na symbiotickém vztahu s jednobuněčnými bičíkovci podobnými řasám zvanými zooxanthely, které žijí v jejich tkáních a dodávají korálům jejich zbarvení. Zooxanthely dodávají korálům živiny prostřednictvím fotosyntézy, což je v čistých tropických vodách chudých na živiny zásadní faktor. Korál na oplátku poskytuje zooxanthelám oxid uhličitý a amonium potřebné pro fotosyntézu. Negativní podmínky prostředí, jako jsou abnormálně vysoké nebo nízké teploty, vysoké osvětlení, a dokonce i některé mikrobiální choroby, mohou vést k rozpadu symbiózy korálů a zooxanthel. Aby si korál-polyp zajistil krátkodobé přežití, spotřebuje nebo vyloučí zooxanthely. To vede ke světlejšímu nebo zcela bílému vzhledu, odtud termín „vybělený“. Za mírně stresových podmínek mohou někteří koráli vypadat místo bíle jasně modře, růžově, fialově nebo žlutě, a to v důsledku pokračující nebo zvýšené přítomnosti vlastních pigmentových molekul korálových buněk, což je jev známý jako „barevné bělení“. Jelikož zooxanthely zajišťují až 90 % energetických potřeb korálů prostřednictvím produktů fotosyntézy, může korál po jejich vyloučení začít hladovět.
Koráli mohou přežít krátkodobé poruchy, ale pokud podmínky, které vedou k vyloučení zooxanthel, přetrvávají, šance korálů na přežití se snižují. Aby se korál po bělení zotavil, musí zooxanthely znovu vstoupit do tkání korálových polypů a znovu zahájit fotosyntézu, aby udržely korál jako celek a ekosystém, který je na něm závislý. Pokud korálové polypy po bělení odumřou hladem, rozpadnou se. Tvrdé druhy korálů pak po sobě zanechají kostru z uhličitanu vápenatého, kterou převezmou řasy, čímž účinně zablokují opětovný růst korálů. Nakonec dojde k erozi korálových koster, což způsobí zhroucení struktury útesu.

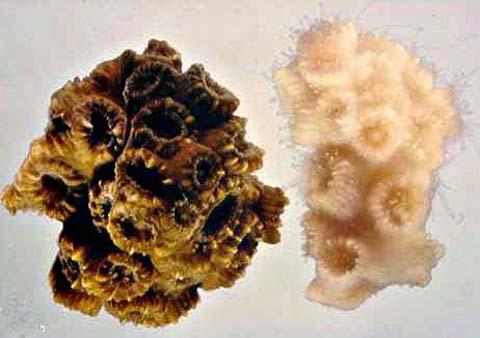
Zdravý korál vlevo a vybělený, ale stále živý korál vpravo.

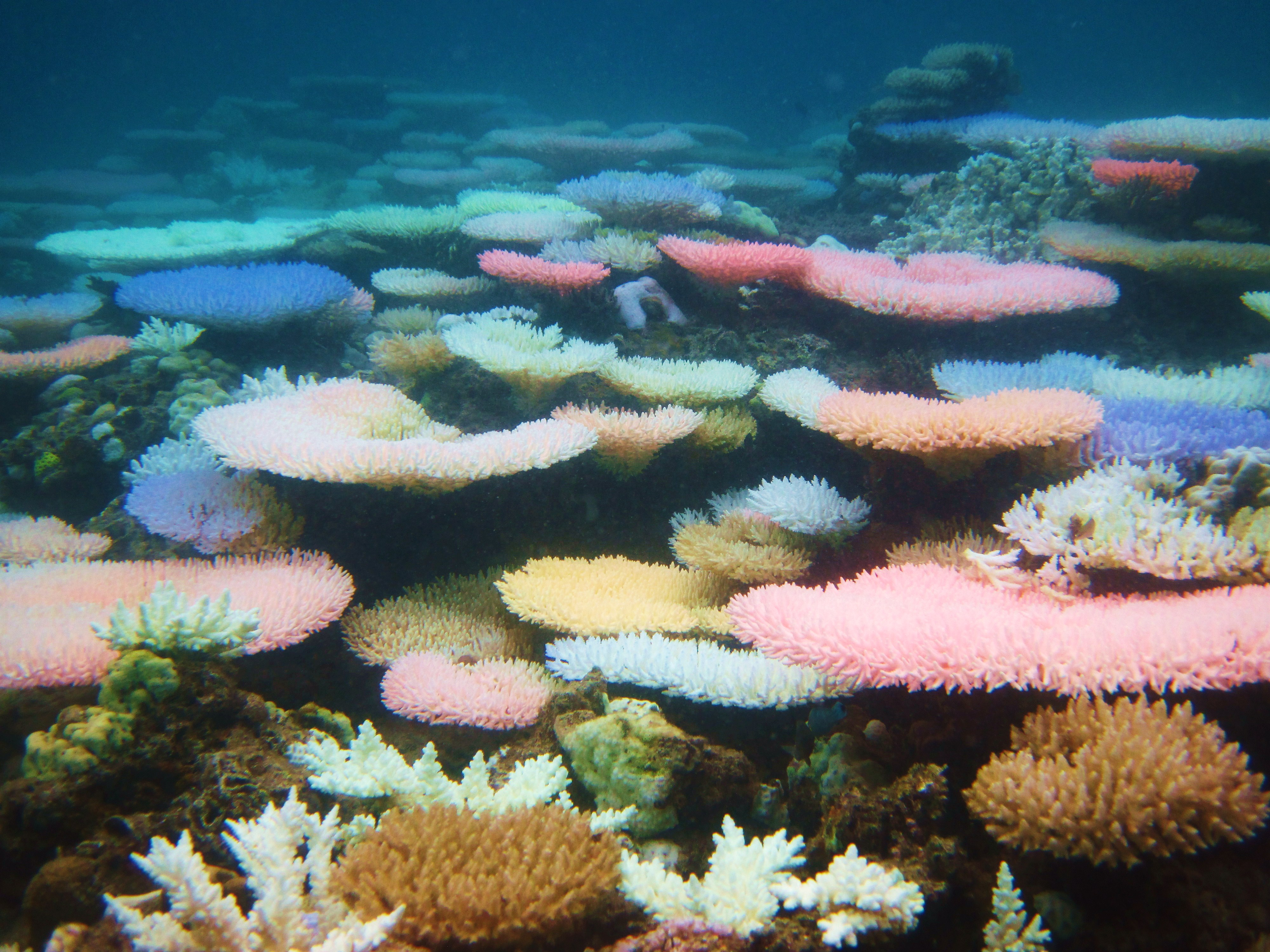
Barevné bělení vyfotografované na filipínském Palawanu v roce 2010. Barvy jsou důsledkem vysoké koncentrace pigmentů chránících před sluncem, které produkuje hostitelský korál.

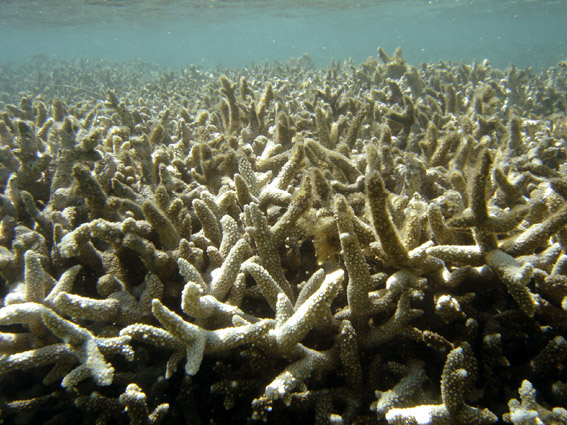
Vybělený korál-částečně zarostlý řasami

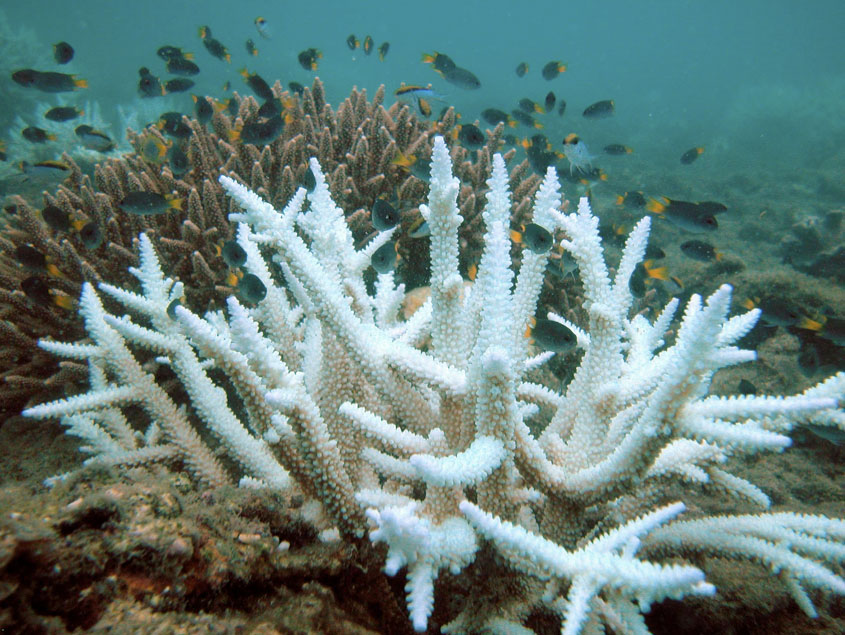
Vybělený korál Acropora s normálním korálem v pozadí

## Spouštěče bělení
Bělení korálů může být způsobeno řadou faktorů. Zatímco lokální faktory vedou k lokálnímu bělení, rozsáhlé případy bělení korálů v posledních letech byly vyvolány globálním oteplováním. Očekává se, že za zvýšené koncentrace oxidu uhličitého, které se očekávají v 21. století, budou korály v útesových systémech stále vzácnější. Korálové útesy nacházející se v teplých, mělkých vodách s nízkým průtokem vody byly postiženy více než útesy nacházející se v oblastech s vyšším průtokem vody.

### Seznam spouštěčů bělení
- Zvýšená teplota vody (vlny mořských veder, nejčastěji v důsledku globálního oteplování) nebo snížená teplota vody,[26][27][28][29]
- zvýšená intenzita slunečního záření (fotosynteticky aktivní záření a ultrafialové záření),
- zvýšená sedimentace (v důsledku splavování bahna),[30]
- bakteriální infekce,[31]
- změny salinity,[32]
- herbicidy,[33]
- extrémní příliv a odliv,[34]
- rybolov s využitím kyanidů,[35]
- zvýšená hladina moří v důsledku globálního oteplování (Watson),
- minerální prach z afrických prachových bouří způsobených suchem,[36]
- znečišťující látky, jako je oxybenzon, butylparaben, oktylmethoxycinamát nebo enzakamen: čtyři běžné složky opalovacích krémů, které jsou biologicky nerozložitelné a mohou se smýt z pokožky,[37][38][39][40]
- okyselování oceánů v důsledku zvýšené hladiny CO2 způsobené zvýšenými koncentracemi CO2 v ovzduší,[41]
- vystavení ropě nebo jiným uniklým chemickým látkám,[42]
- změny chemického složení vody, zejména nerovnováha v poměru makroživin dusičnanů a fosforečnanů.[43]

## Trendy způsobené změnou klimatu
Oteplování povrchových vod oceánu může vést k bělení korálů, které může způsobit jejich vážné poškození a úhyn. Šestá hodnotící zpráva IPCC z roku 2022 uvádí, že: „Od počátku 80. let 20. století se četnost a závažnost hromadných případů bělení korálů celosvětově prudce zvýšila“:s.416 Korálové útesy, stejně jako další ekosystémy šelfových moří, jako jsou skalnaté pobřeží, chaluhové lesy, mořské trávy a mangrovové porosty, byly v poslední době vystaveny masovému úhynu v důsledku mořských veder:s.381 Očekává se, že mnoho korálových útesů „projde nevratnými změnami v důsledku mořských vln veder při globálním oteplení o >1,5 °C“.:s.382
Tento problém již v roce 2007 označil Mezivládní panel pro změnu klimatu (IPCC) za největší hrozbu pro světové útesové systémy.
Velký bariérový útes zažil první velké bělení v roce 1998. Od té doby se četnost bělení zvyšuje, přičemž v letech 2016–2020 se vyskytly tři události. Předpokládá se, že pokud se oteplení udrží na 1,5 °C, bude se bělení na Velkém bariérovém útesu vyskytovat třikrát za desetiletí a každý druhý rok při zvýšení průměrné teploty o 2 °C.
V souvislosti s nárůstem počtu případů bělení korálů po celém světě National Geographic v roce 2017 poznamenal: „V posledních třech letech zažilo 25 útesů – které tvoří tři čtvrtiny světových útesových systémů – závažné bělení, což vědci označili za dosud nejhorší sled bělení v historii.“

## Hromadné bělení
Zvýšená teplota mořské vody je hlavní příčinou masového bělení korálů. V letech 1979–1990 došlo k 60 velkým epizodám bělení korálů a s tím spojený úhyn korálů postihl útesy ve všech částech světa. V roce 2016 byla zaznamenána nejdelší událost bělení korálů – nejdelší a nejničivější událost bělení korálů byla způsobena jevem El Niño, který se vyskytoval v letech 2014 až 2017. Během této doby bylo poškozeno více než 70 % korálových útesů na celém světě.
Mezi faktory, které ovlivňují výsledek bělení, patří odolnost vůči stresu, která snižuje bělení, tolerance vůči absenci zooxanthel a to, jak rychle vyrostou nové korály, které nahradí odumřelé. Vzhledem k nerovnoměrné povaze bělení mohou místní klimatické podmínky, jako je stín nebo proud chladnější vody, snížit výskyt bělení. Na bělení má vliv také zdraví korálů a zooxanthel a genetika.
Velké kolonie korálů, jako je Porites, jsou schopny odolávat extrémním teplotním šokům, zatímco křehké větvené korály, jako je Acropora, jsou mnohem náchylnější ke stresu po změně teploty. Koráli trvale vystavení nízké úrovni stresu mohou být vůči bělení odolnější.
Vědci se domnívají, že nejstarším známým bělením bylo bělení v pozdním devonu (frazén/famenián), které bylo rovněž vyvoláno zvýšením teploty mořské hladiny. Mělo za následek zánik největších korálových útesů v historii Země.
Podle Cliva Wilkinsona z Global Coral Reef Monitoring Network z australského Townsvillu bylo v roce 1998 masové bělení, ke kterému došlo v oblasti Indického oceánu, způsobeno zvýšením teploty moře o 2 °C ve spojení se silným jevem El Niño v letech 1997–1998.

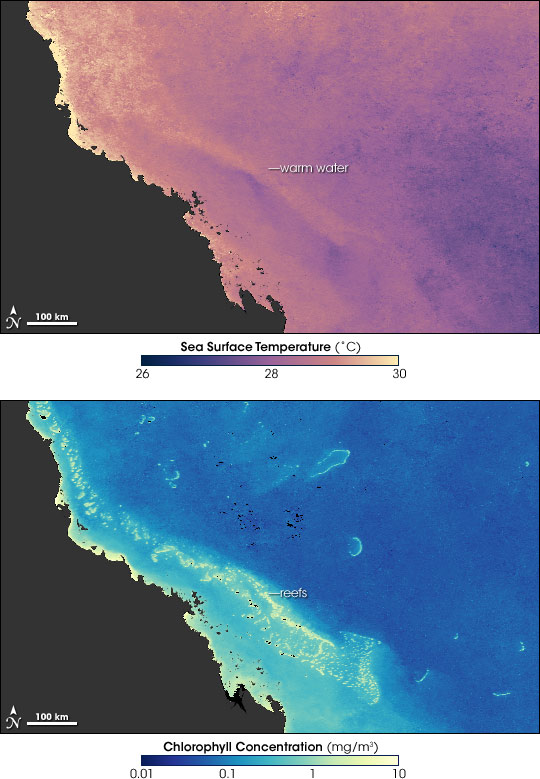
Dva snímky Velkého bariérového útesu, které ukazují, že nejteplejší voda (horní obrázek) se shoduje s korálovými útesy (spodní obrázek), což vytváří podmínky, které mohou způsobit bělení korálů.

## Dopady
Bělení korálů a následný úbytek korálového pokryvu má často za následek pokles rozmanitosti ryb. Ztráta rozmanitosti a početnosti býložravých ryb ovlivňuje zejména ekosystémy korálových útesů. S častějším výskytem masového bělení se budou rybí populace nadále homogenizovat. Menší a specializovanější druhy ryb, které vyplňují určité ekologické niky, jež jsou pro zdraví korálů klíčové, jsou nahrazovány druhy obecnějšími. Ztráta specializace pravděpodobně přispívá ke ztrátě odolnosti ekosystémů korálových útesů po bělení.

### Hospodářský a politický dopad
Podle Briana Skoloffa z deníku The Christian Science Monitor „by v případě zániku útesů mohl podle odborníků nastat hlad, chudoba a politická nestabilita.“ Vzhledem k tomu, že na útesech je závislých nespočet mořských živočichů, kteří se zde ukrývají a chrání před predátory, vyvolal by zánik útesů dominový efekt, který by se promítl do mnoha lidských společností, které jsou na těchto rybách závislé jako na potravě a obživě. Za posledních 20 let došlo k úbytku o 44 % v oblasti Florida Keys a až o 80 % v samotném Karibiku.
Korálové útesy poskytují různé ekosystémové služby, jednou z nich je i to, že jsou přirozeným lovištěm ryb, protože mnoho často konzumovaných komerčních ryb se v korálových útesech v tropických oblastech tře nebo v nich prožívá svůj mladý život. Útesy jsou tedy oblíbeným místem rybolovu a jsou důležitým zdrojem příjmů pro rybáře, zejména pro drobné místní rybáře. S úbytkem biotopů korálových útesů v důsledku bělení se snižují i populace ryb vázaných na útesy, což má vliv na rybolovné možnosti. Model z jedné studie Speerse a kol. vyčíslil přímé ztráty pro rybolov v důsledku úbytku korálového pokryvu na přibližně 49–69 miliard dolarů, pokud bude lidská společnost i nadále vypouštět vysoké množství skleníkových plynů. Tyto ztráty by však mohly být sníženy za cenu přínosu spotřebitelského přebytku ve výši přibližně 14–20 miliard dolarů, pokud by se společnosti místo toho rozhodly vypouštět nižší úroveň skleníkových plynů. Tyto ekonomické ztráty mají také důležité politické důsledky, neboť dopadají neúměrně na rozvojové země, kde se útesy nacházejí, konkrétně v jihovýchodní Asii a v okolí Indického oceánu. Reakce na úbytek korálových útesů by pro země v těchto oblastech znamenala vyšší náklady, protože by se musely obrátit k jiným zdrojům příjmů a potravin a navíc by přišly o další ekosystémové služby, jako je ekoturistika. Studie dokončená Chenem a kol. naznačuje, že komerční hodnota útesů klesá téměř o 4 % pokaždé, když se pokryv korálů sníží o 1 %, a to kvůli ztrátám v ekoturistice a dalších potenciálních rekreačních aktivitách v přírodě.
Korálové útesy také působí jako ochranná bariéra pobřeží tím, že snižují dopady vln, což snižuje škody způsobené bouřemi, erozí a záplavami. Země, které o tuto přirozenou ochranu přijdou, přijdou o více peněz kvůli zvýšené náchylnosti k bouřím. Tyto nepřímé náklady spolu se ztrátou příjmů z cestovního ruchu budou mít za následek obrovské ekonomické dopady.

### Sledování blednutí korálů a teploty povrchu útesů
Americký Národní úřad pro oceán a atmosféru (NOAA) monitoruje „horká místa“ bělení, tedy oblasti, kde teplota povrchu moře stoupne o 1 °C nebo více nad dlouhodobý měsíční průměr. V těchto „horkých místech“ se měří tepelný stres a s rozvojem týdne stupňového ohřevu (Degree Heating Week, DHW) se sleduje tepelný stres korálových útesů. globální bělení korálů se díky satelitnímu dálkovému snímání nárůstu teploty moře zjišťuje dříve. Je nutné sledovat vysoké teploty, protože bělení korálů ovlivňuje reprodukci korálových útesů a jejich normální růstovou schopnost a také oslabuje korály, což nakonec vede k jejich úhynu. Tento systém odhalil celosvětové bělení v roce 1998, které odpovídalo události El Niño v letech 1997–98. V současné době NOAA monitoruje 190 míst na útesech po celém světě a zasílá upozornění vědcům zabývajícím se výzkumem a správcům útesů prostřednictvím webových stránek NOAA Coral Reef Watch (CRW). Díky sledování oteplování teploty moře včasná varování před bělením korálů upozorňují správce útesů, aby se připravili na budoucí bělení a upozornili na ně. První masové globální bělení bylo zaznamenáno v letech 1998 a 2010, kdy v důsledku jevu El Niño stoupla teplota oceánu a zhoršily se životní podmínky korálů. V letech 2014–2017 byl zaznamenán nejdelší a pro korály nejškodlivější jev El Niño, který poškodil více než 70 % našich korálových útesů. Více než dvě třetiny Velkého bariérového útesu byly hlášeny jako vybělené nebo odumřelé. K přesnému sledování rozsahu a vývoje bělení vědci používají podvodní fotogrammetrické techniky k vytváření přesných ortofotografií transektů korálových útesů a segmentaci snímků za pomoci umělé inteligence pomocí open source nástrojů, jako je TagLab, aby z těchto fotografií určili zdravotní stav korálů.

### Změny v chemickém složení oceánů
Rostoucí okyselování oceánů v důsledku zvyšování hladiny oxidu uhličitého zhoršuje účinky bělení způsobené tepelným stresem. Okyselování ovlivňuje schopnost korálů vytvářet vápenaté kostry, které jsou nezbytné pro jejich přežití. Okyselování oceánu totiž snižuje množství uhličitanových iontů ve vodě, což korálům ztěžuje vstřebávání uhličitanu vápenatého, který potřebují pro kostru. V důsledku toho se snižuje odolnost útesů a zároveň se snáze erodují a rozpouštějí, navíc nárůst CO2 umožňuje nadměrnému lovu býložravců a nutrici měnit ekosystémy s převahou korálů na ekosystémy s převahou řas. Nedávná studie Atkinsonova centra pro udržitelnou budoucnost zjistila, že při kombinaci acidifikace a nárůstu teploty by se hladina CO2 mohla stát příliš vysokou pro přežití korálů již za 50 let.

### Bělení korálů v důsledku fotoinhibice zooxanthelly
Zooxanthely jsou typem dinoflagel, které žijí v cytoplazmě mnoha mořských bezobratlých živočichů. Patří do fylogeneze Dinoflagellata, jsou to kulaté mikrořasy, které mají se svým hostitelem symbiotický vztah. Patří také do rodu Symbiodinium a říše Alveolata. Tyto organismy jsou fytoplanktonem, a proto fotosyntetizují. Hostitelský organismus využívá produkty fotosyntézy, tj. kyslík, cukr atd., a na oplátku zooxanthelám nabízí bydlení a ochranu, stejně jako oxid uhličitý, fosfáty a další nezbytné anorganické sloučeniny, které jim pomáhají přežít a prosperovat. Zooxanthely sdílejí 95 % produktů fotosyntézy se svými hostitelskými korály. Podle studie, kterou provedli D. J. Smith a kol. je fotoinhibice pravděpodobným faktorem blednutí korálů. Naznačuje také, že peroxid vodíku produkovaný zooxanthelami hraje roli v signalizaci, aby samy utekly z korálů. Podle studie, kterou provedli D. J. Smith a kol. Fotoinhibice zooxanthel může být způsobena vystavením UV filtrům, které se nacházejí v přípravcích osobní hygieny. Ve studii provedené Zhongem a spol. měl na zdraví zooxanthel nejvíce negativní vliv oxybenzon (BP-3). Kombinace zvýšení teploty a přítomnosti UV filtrů v oceánu dále snížila zdraví zooxanthelly. Kombinace UV filtrů a vyšších teplot vedla k aditivnímu účinku na fotoinhibici a celkový stres korálových druhů.

### Infekční onemocnění
Infekční bakterie druhu Vibrio shiloi jsou původcem bělení korálů Oculina patagonica ve Středozemním moři a způsobují tento účinek napadáním zooxanthel, V. shiloi je infekční pouze v teplých obdobích. Zvýšená teplota zvyšuje virulenci V. shiloi, které se pak dokáží přichytit na receptor obsahující beta-galaktosid v povrchovém hlenu hostitelského korálu. V. shiloi pak proniká do epidermis korálu, množí se a produkuje tepelně stabilní i tepelně citlivé toxiny, které ovlivňují zooxanthely tím, že inhibují fotosyntézu a způsobují jejich lýzu.
Během léta 2003 se zdálo, že korálové útesy ve Středozemním moři získaly vůči patogenu odolnost a další infekce nebyla pozorována. Hlavní hypotézou pro vzniklou odolnost je přítomnost symbiotických společenstev ochranných bakterií žijících v korálech. Bakteriální druhy schopné lyzovat V. shiloi nebyly do roku 2011 identifikovány.

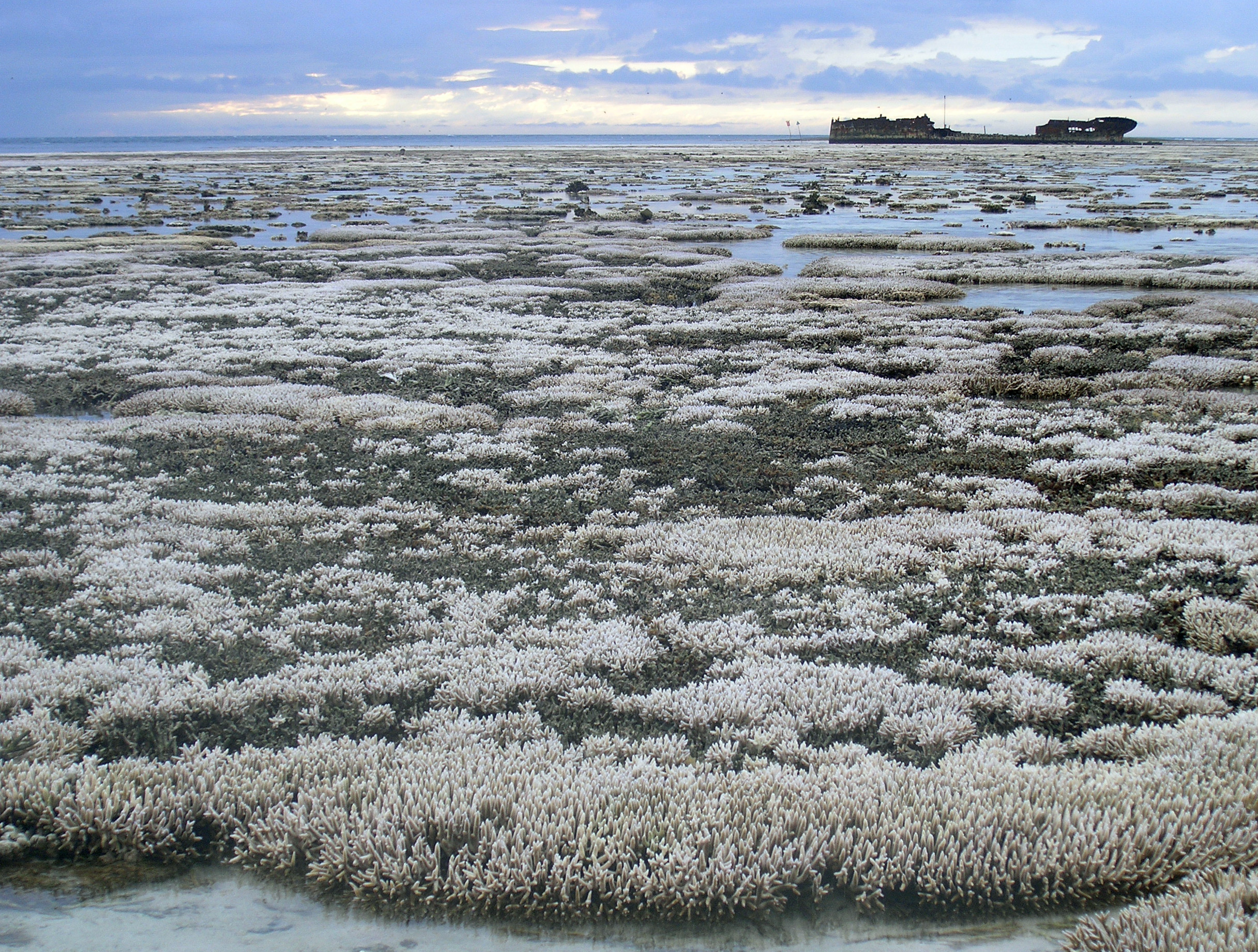
V této části Velkého bariérového útesu v Austrálii došlo k velkému bělení korálů.

## Podle regionů

### Tichý oceán

#### Velký bariérový útes
Velký bariérový útes podél australského pobřeží zažil bělení v letech 1980, 1982, 1992, 1994, 1998, 2002, 2006, 2016, 2017 a 2022. Některé lokality utrpěly vážné škody s až 90% úhynem. K nejrozsáhlejším a nejintenzivnějším událostem došlo v létě 1998 a 2002, kdy bylo do určité míry vyběleno 42 %, respektive 54 % útesů a 18 % bylo silně vyběleno. Úbytek korálů na útesu v letech 1995–2009 byl však do značné míry kompenzován růstem nových korálů. Celková analýza úbytku korálů zjistila, že populace korálů na Velkém bariérovém útesu se od roku 1985 do roku 2012 snížily o 50,7 %, přičemž však pouze 10 % tohoto úbytku lze přičíst bělení a zbývajících 90 % je přibližně stejnou měrou způsobeno tropickými cyklony a predací hvězdicemi korunatkami.  Od roku 2014 dochází ke globálnímu masovému bělení korálů v důsledku nejvyšších zaznamenaných teplot, které sužují oceány. Tyto teploty způsobily nejzávažnější a nejrozsáhlejší bělení korálů, jaké kdy bylo zaznamenáno na Velkém bariérovém útesu. K nejzávažnějšímu bělení došlo v roce 2016 poblíž Port Douglas. Koncem listopadu 2016 průzkumy 62 útesů ukázaly, že dlouhodobý tepelný stres způsobený změnou klimatu způsobil 29% úbytek korálů v mělkých vodách. Největší úhyn korálů a úbytek útesových biotopů byl zaznamenán na pobřežních a středních útesech v okolí mysu Grenville a zátoky Princess Charlotte Bay. Podle scénářů mírného oteplování IPCC (B1 až A1T, 2 °C do roku 2100, IPCC, 2007, tabulka SPM.3, str. 13) je velmi pravděpodobné, že korály na Velkém bariérovém útesu budou pravidelně zažívat letní teploty dostatečně vysoké na to, aby vyvolaly bělení.

#### Havaj
V roce 1996 došlo k prvnímu velkému bělení korálů na Havaji v zátoce Kaneohe Bay, po němž následovaly velké bělicí události na severozápadních ostrovech v letech 2002 a 2004. V roce 2014 pozorovali biologové z University of Queensland první masové bělení a přičítali ho tzv. Blobu. V letech 2014 a 2015 bylo při průzkumu v přírodní rezervaci Hanauma Bay na ostrově Oahu zjištěno, že 47 % korálů trpí bělením a téměř 10 % korálů odumírá. 56 % korálových útesů velkého ostrova bylo v letech 2014 a 2015 postiženo bělením korálů. Ve stejném období bylo postiženo 44 % korálů na západním ostrově Maui. 24. ledna 2019 vědci z organizace The Nature Conservancy zjistili, že se útesy začaly téměř 4 roky po posledním bělení stabilizovat. Podle Oddělení vodních zdrojů (DAR) bylo v roce 2019 bělení stále značné. Na ostrovech Oahu a Maui bylo vyběleno až 50 % korálových útesů. Na velkém ostrově došlo k vybělení zhruba 40 % korálů v oblasti pobřeží Kona. DAR uvedla, že nedávné případy bělení nebyly tak závažné jako v letech 2014–2015. V roce 2020 vydal Národní úřad pro oceán a atmosféru (NOAA) vůbec první celostátní zprávu o stavu korálových útesů. Zpráva uváděla, že severozápadní a hlavní havajské ostrovy jsou ve „slušném“ stavu, což znamená, že korály byly mírně postižené.
- Havajská politika opalovacích krémů. V květnu 2018 byl na Havaji schválen zákon SB-2571, který zakazuje prodej opalovacích krémů obsahujících chemické látky považované za látky podporující bělení korálů na místních útesech ostrova. Návrh zákona podepsal David Ige z Demokratické strany.[107] Chemickou látkou považovanou za toxickou je v zákoně SB-2571 „oxybenzon“ (rovněž zakázaný; octinoxát), chemická látka, která se při vystavení slunečnímu záření stává pro korály toxickou. Až desetina z přibližně 14 000 tun opalovacích krémů znečišťujících oblasti korálových útesů obsahuje oxybenzon, čímž je ohrožena téměř polovina všech korálových útesů. Korálové útesy vykazují zvýšenou míru bělení jak v kontrolovaném, tak v přirozeném prostředí, pokud jsou vystaveny vysokým hladinám oxybenzonu, který se nachází v mnoha komerčních opalovacích krémech.[108] Jiná studie ukázala, že přítomnost oxybenzonu ve vodě časem sníží sílu útesu čelit dalším bělícím událostem, jako je například zvyšující se teplota vody.[109] Zákon SB-2571 zakázal všechny opalovací krémy s výjimkou přípravků na lékařský předpis. Havaj je prvním státem USA, který tento typ zákazu zavedl a který vstoupil v platnost v lednu 2021.[107]

#### Jarvisův ostrov
- V letech 1960–2016 došlo v korálovém společenstvu na Jarvisově ostrově k osmi silným a dvěma středně silným blednutím, přičemž blednutí v letech 2015–2016 vykázalo bezprecedentní závažnost v historii.[110]

#### Japonsko
- Podle zprávy japonské vlády z roku 2017 odumřelo v důsledku bělení téměř 75 % největšího japonského korálového útesu na Okinawě.[111]

### Indický oceán
Korálové útesy byly trvale poškozeny vysokými teplotami moře, nejvíce v Indickém oceánu. Na Maledivách, Srí Lance, v Keni a Tanzanii a na Seychelách bylo během masivního bělení v letech 1997–98 ztraceno až 90 % korálového pokryvu. Indický oceán v roce 1998 hlásil, že 20 % korálů odumřelo a 80 % bylo vyběleno. V mělkých tropických oblastech Indického oceánu již nyní panují podmínky, které budou podle předpovědí v budoucnu panovat v oceánu celosvětově. Koráli, kteří přežili v mělkých oblastech Indického oceánu, mohou být vhodnými kandidáty na obnovu korálů v jiných oblastech světa, protože jsou schopni přežít extrémní podmínky oceánu.

#### Maledivy
Na Maledivách se nachází více než 20 000 km2 útesů, z nichž více než 60 % korálů bylo v roce 2016 postiženo bělením.

#### Thajsko
Thajsko zažilo v roce 2010 závažné masové bělení, které postihlo 70 % korálů v Andamanském moři. Odumřelo 30 % až 95 % bělících se korálů.

#### Indonésie
V roce 2017 byla na dvou ostrovech v Indonésii provedena studie, která zjišťovala, jak je na tom jejich korálový pokryv. Jedním z míst byly ostrovy Melinjo a druhým ostrovy Saktu. Na ostrově Saktu byly životní podmínky klasifikovány jako špatné, průměrná pokryvnost korálů činila 22,3 %. Na ostrovech Melinjo byly podmínky pro život klasifikovány jako špatné s průměrnou pokryvností korálů 22,2 %.

### Atlantský oceán

#### Spojené státy
Na jižní Floridě bylo při průzkumu velkých korálů od Key Biscayne po Fort Lauderdale v roce 2016 zjištěno, že přibližně 66 % korálů je mrtvých nebo zredukovaných na méně než polovinu živé tkáně.

#### Belize
První zaznamenané masové bělení, které se odehrálo na Belizském bariérovém útesu, se odehrálo v roce 1998, kdy teplota mořské hladiny dosáhla v období od 10. srpna do 14. října až 31,5 °C (88,7 °F). Hurikán Mitch přinesl 27. října na několik dní bouřlivé počasí, ale snížil teploty pouze o 1 stupeň nebo méně. Během tohoto období došlo k masovému bělení v přední části útesu a laguně. Zatímco některé kolonie na předním útesu utrpěly určité škody, úhyn korálů v laguně byl katastrofální.
Nejrozšířenějším korálem v útesech Belize v roce 1998 byl houbovník tenkolistý, Agaricia tenuifolia. Ve dnech 22. a 23. října byly provedeny průzkumy na dvou lokalitách a výsledky byly katastrofální. Prakticky všechny živé korály byly vybělené do běla a jejich kostry svědčily o tom, že nedávno uhynuly. Na dně laguny bylo u A. tenuifolia patrné úplné vybělení. Průzkumy provedené v letech 1999 a 2000 navíc ukázaly téměř úplný úhyn A. tenuifolia ve všech hloubkách. Podobný průběh se objevil i u dalších druhů korálů. Měření zákalu vody naznačují, že tento úhyn byl způsoben spíše zvyšující se teplotou vody než slunečním zářením.

#### Karibik
Pokryvnost tvrdých korálů na útesech v Karibiku se snížila odhadem o 80 %, z průměrné 50% pokryvnosti v 70. letech 20. století na pouhých asi 10 % pokryvnosti na počátku roku 2000. Studie z roku 2013, která měla navázat na masové bělení na Tobagu z roku 2010, ukázala, že již po jednom roce došlo k poklesu většiny dominantních druhů asi o 62 %, zatímco početnost korálů se snížila asi o 50 %. Mezi lety 2011 a 2013 se však pokryvnost korálů zvýšila u 10 z 26 dominantních druhů, ale u 5 dalších populací se snížila.

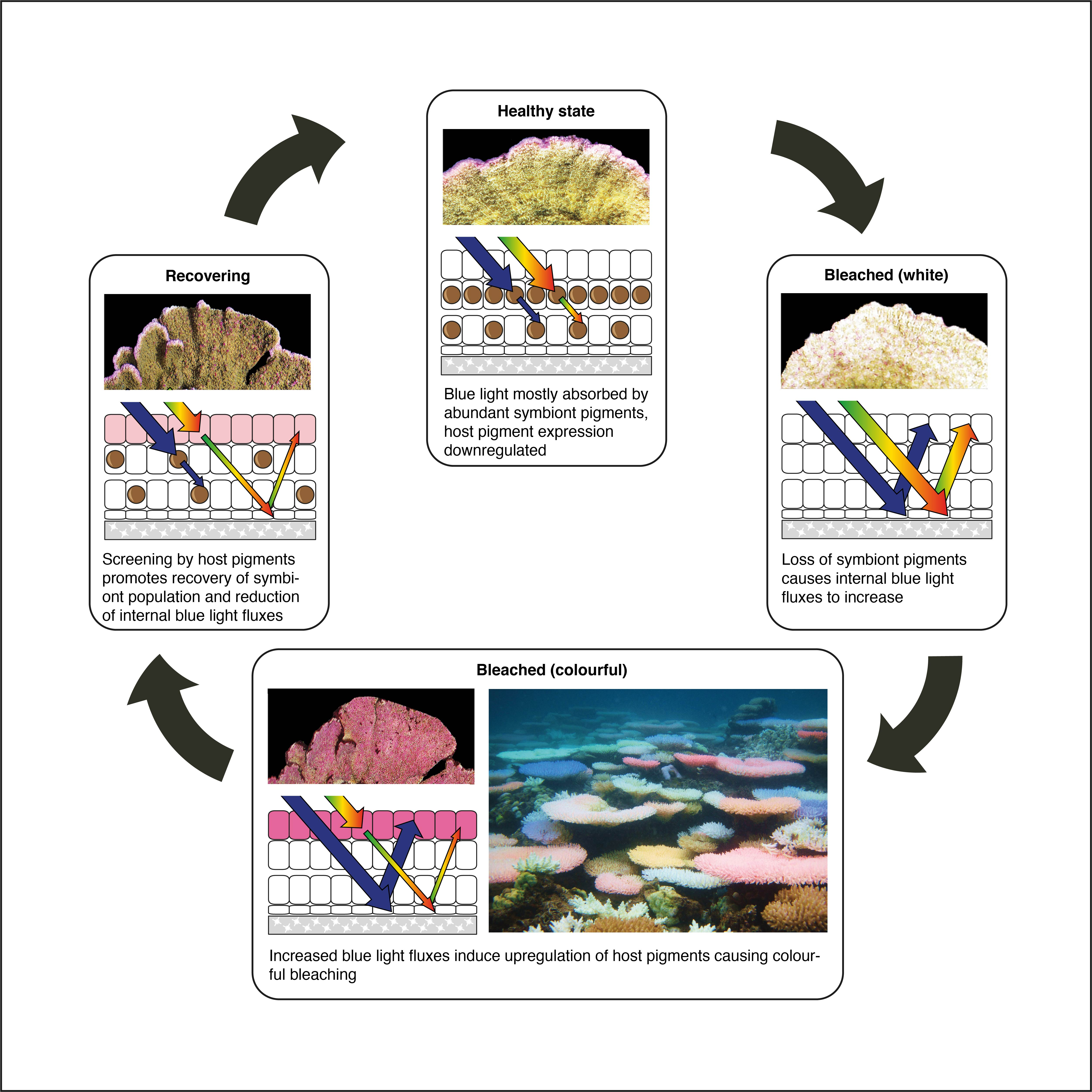
Toto schéma ukazuje, jak může bělení vyvolat produkci pigmentů chránících před sluncem, které jsou zodpovědné za jasné barvy pozorované během některých případů bělení. V případě mírné nebo krátké epizody stresu mohou ochranné pigmenty pomoci řasovým symbiontům vrátit se do korálu po skončení stresové epizody a pomoci korálu zotavit se a přežít bělení.

### Další oblasti
Korály v jižní části Rudého moře neblednou navzdory letním teplotám vody až 34 °C. Blednutí korálů v Rudém moři je častější v severní části útesů; jižní část útesů je sužována korálovci, lovem dynamitem a lidskými vlivy na životní prostředí. V roce 1988 došlo k masivnímu bělení, které postihlo útesy v Saúdské Arábii a Súdánu, ačkoli jižní útesy byly odolnější a bělení je zasáhlo jen velmi málo. Dříve se mělo za to, že severní útesy trpí bělením korálů více a vykazují rychlou obměnu korálů, zatímco jižní útesy bělením netrpí tak silně a vykazují větší stálost. Nový výzkum však ukazuje, že tam, kde by měl být jižní útes větší a zdravější než severní, tomu tak nebylo. Předpokládá se, že důvodem jsou velké poruchy v nedávné historii způsobené bělením a hvězdicemi živícími se korály. V roce 2010 došlo k bělení korálů v Saúdské Arábii a Súdánu, kde teplota stoupla o 10 až 11 stupňů. U některých taxonů došlo k vybělení 80 až 100 % jejich kolonií, zatímco u některých došlo k vybělení v průměru 20 % daného taxonu.

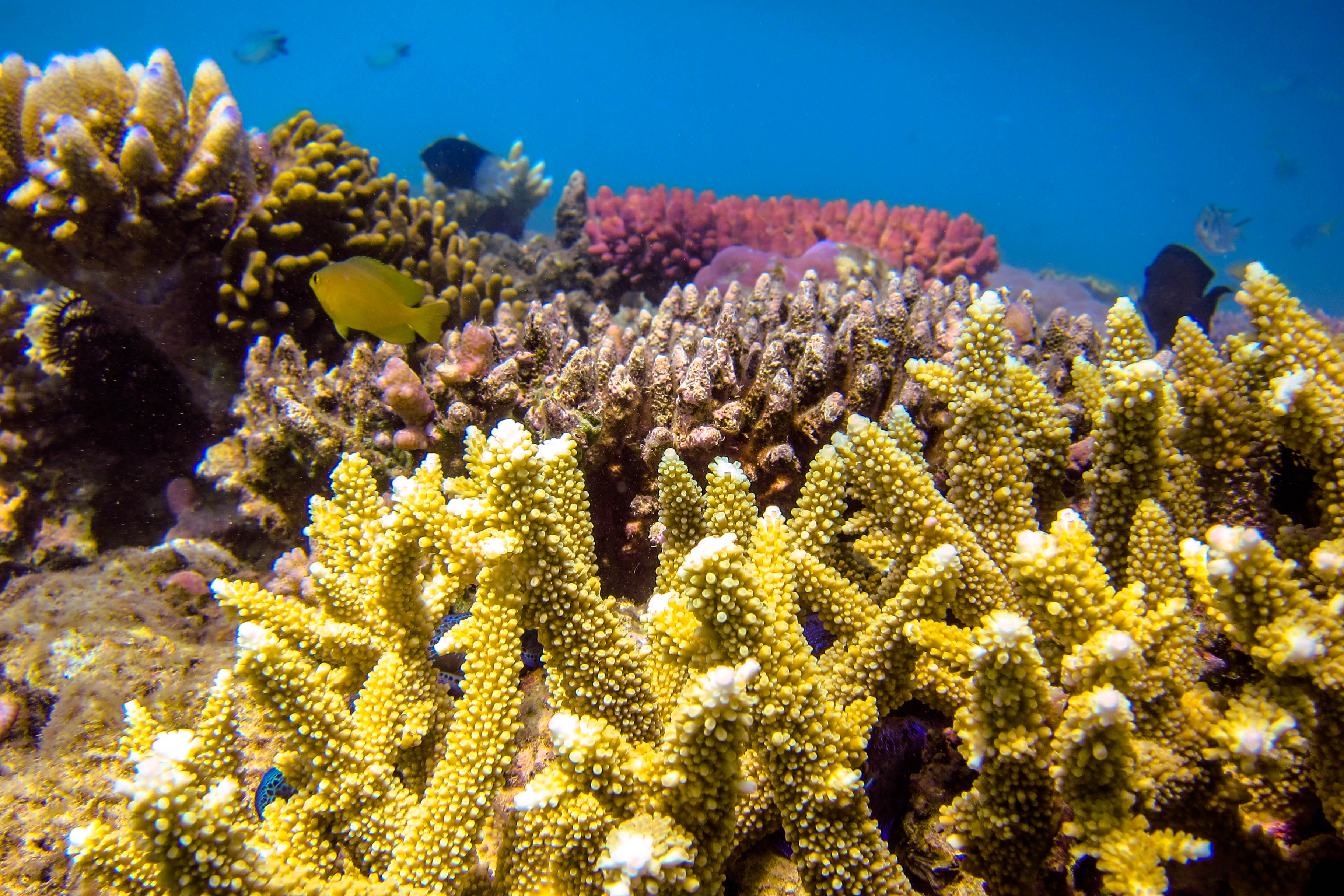
Korál Acropora a ryby, Lizardův ostrov

## Přizpůsobení korálů
V roce 2010 objevili vědci z Pensylvánské státní univerzity v teplých vodách Andamanského moře v Indickém oceánu korály, kterým se dařilo díky neobvyklému druhu symbiotické řasy. Běžné zooxanthely nedokážou odolávat tak vysokým teplotám, jaké byly tam, takže toto zjištění bylo nečekané. To dává vědcům naději, že se zvyšující se teplotou v důsledku globálního oteplování se u korálových útesů vyvine tolerance k různým druhům symbiotických řas, které jsou odolné vůči vysoké teplotě a mohou v útesech žít. V roce 2010 vědci ze Stanfordovy univerzity také zjistili, že v okolí Samoanských ostrovů dochází k drastickému zvýšení teploty po dobu asi čtyř hodin denně během odlivu. Koráli bez ohledu na vysoké zvýšení teploty neblednou ani neumírají. Studie ukázaly, že koráli u pobřeží ostrova Ofu poblíž Americké Samoy se vycvičili, aby odolávali vysokým teplotám. Vědci si nyní kladou novou otázku: můžeme korály, které nepocházejí z této oblasti, tímto způsobem kondiciovat a pomalu je na krátkou dobu vystavit vyšším teplotám a učinit je odolnějšími vůči zvyšování teploty oceánu.
Některé mírné případy bělení mohou způsobit, že koráli produkují vysoké koncentrace pigmentů chránících před sluncem, aby se ochránili před dalším stresem. Některé z produkovaných pigmentů mají růžový, modrý nebo fialový odstín, jiné jsou silně fluoreskující. Produkce těchto pigmentů je u mělkovodních korálů stimulována modrým světlem. Při bělení korálů se modré světlo uvnitř korálové tkáně výrazně zvýší, protože již není pohlcováno fotosyntetickými pigmenty, které se nacházejí uvnitř symbiotických řas, a místo toho se odráží od bílé kostry korálu. To způsobuje zvýšenou produkci pigmentů chránících před sluncem, takže bělené korály vypadají velmi barevně namísto bíle – tento jev se někdy nazývá „barevné bělení korálů“.
Zvýšená teplota mořské hladiny vede u hostitelského korálu ke ztenčení epidermis a apoptóze buněk gastrodermis. Snížení apoptózy a gastrodermis se projevuje prostřednictvím epitelu, což vede až k 50% úbytku koncentrace symbiontů v krátkém časovém období. V podmínkách vysoké teploty nebo zvýšené expozice světlu korál vykazuje stresovou reakci, která zahrnuje produkci reaktivních forem kyslíku, jejichž nahromadění, pokud nejsou odstraněny antioxidačními systémy, vede k úhynu korálu. Studie testující struktury korálů v prostředí vystaveném tepelnému stresu ukazují, že tloušťka samotného korálu se při tepelném stresu ve srovnání s kontrolou značně zmenšuje. S odumíráním zooxanthel při tepelném stresu musí korál hledat nové zdroje pro získávání fixního uhlíku k výrobě energie, bylo zjištěno, že druhy korálů, které mohou zvýšit své masožravé tendence, mají větší pravděpodobnost zotavení z bělení.
Poté, co zooxanthely opustí korál, korálové struktury často převezmou řasy díky své schopnosti konkurovat zooxanthelám, protože k přežití potřebují méně zdrojů. Existuje jen málo důkazů o konkurenci mezi zooxanthelami a řasami, ale v případě nepřítomnosti zooxanthel se řasám na korálových strukturách daří. Jakmile řasy převezmou korál a ten se již nedokáže udržet, struktury se často začnou rozpadat v důsledku okyselení oceánu. Okyselování oceánu je proces, při kterém se do oceánu vstřebává oxid uhličitý, čímž se v oceánu snižuje množství uhličitanových iontů, což je nezbytný iont, který koráli využívají ke stavbě své kostry. Koráli procházejí procesy odvápňování v různých denních a ročních obdobích v důsledku kolísání teplot. Podle současných scénářů emisních cest IPCC mají koráli tendenci se rozpadat a zimní měsíce s nižšími teplotami neposlouží korálům k dostatečnému času na jejich obnovu.

### Umělá pomoc
V roce 2020 vědci oznámili, že po dobu 4 let vyvíjeli 10 klonálních kmenů endosymbiontů běžných korálových mikrořas při zvýšených teplotách, čímž zvýšili jejich tepelnou odolnost vůči klimatu. Tři z kmenů zvýšily toleranci korálů k blednutí po opětovném zavedení do larev korálových hostitelů. Jejich kmeny a zjištění mohou mít potenciální význam pro adaptaci na klimatické změny a jejich zmírňování a plánují se další testy kmenů řas v koloniích dospělých korálů různých druhů.
V roce 2021 vědci prokázali, že probiotika mohou pomoci korálovým útesům zmírnit tepelný stres, což naznačuje, že by je to mohlo učinit odolnějšími vůči změně klimatu a zmírnit bělení korálů.

## Obnova a změny režimu makroskopických řas
Poté, co koráli zažijí bělení způsobené zvýšeným teplotním stresem, jsou některé útesy schopny vrátit se do původního stavu před bělením. Útesy se buď zotaví z bělení, kdy je znovu osídlí zooxanthely, nebo dojde ke změně režimu, kdy dříve prosperující korálové útesy ovládnou silné vrstvy makroskopických řas. To brání dalšímu růstu korálů, protože řasy produkují protiplísňové sloučeniny, které brání osídlení, a soutěží s koráli o prostor a světlo. V důsledku toho makrořasy vytvářejí stabilní společenstva, která korálům ztěžují další růst. Útesy pak budou náchylnější k dalším problémům, jako je zhoršující se kvalita vody a odstraňování býložravých ryb, protože růst korálů je slabší. Zjištění, co způsobuje odolnost útesů nebo jejich obnovu po bělení, má prvořadý význam, protože pomáhá informovat o snahách o ochranu a účinnější ochranu korálů.
Hlavní předmět výzkumu týkající se obnovy korálů se týká myšlenky superkorálů, jinak označovaných jako koráli, kteří žijí a prosperují v přirozeně teplejších a kyselejších oblastech a vodních plochách. Pokud jsou přesazeny na ohrožené nebo vybělené útesy, jejich odolnost a ozářenost může řasy vybavit tak, aby mohly žít mezi vybělenými korály. Jak naznačuje Emma Campová, badatelka National Geographic, mořská bio-geochemička a ambasadorka pro biodiverzitu charitativní organizace IBEX Earth, superkoráli by mohli mít schopnost dlouhodobě pomoci s poškozenými útesy, zatímco obnova poškozených a vybělených korálových útesů může trvat 10 až 15 let, superkoráli by mohli mít trvalý dopad navzdory klimatickým změnám, protože teplota oceánů se zvyšuje a jejich kyselost roste. Podpořen výzkumem Ruth Gatesové, Campová se zabývala nižší hladinou kyslíku a extrémními, nečekanými stanovišti, v nichž se útesy nacházejí po celém světě.
Ukázalo se, že koráli jsou odolní vůči krátkodobým narušením. Obnova byla prokázána po narušení bouřkou a invazi hvězdice trnová koruna. Některé druhy ryb mají tendenci se po narušení útesů zotavovat lépe než koráli, protože koráli vykazují omezenou obnovu a společenstva ryb na útesech vykazují v důsledku krátkodobých narušení jen malé změny. Naopak společenstva ryb na útesech, kde dochází k bělení, vykazují potenciálně škodlivé změny. Jedna studie Bellwooda a kol. uvádí, že zatímco druhová bohatost, rozmanitost a početnost se nezměnily, rybí společenstva obsahovala více generalistických druhů a méně druhů závislých na korálech. Reakce na bělení korálů se u jednotlivých druhů útesových ryb liší podle toho, jaké zdroje jsou zasaženy. Zvyšující se teplota moře a bělení korálů nemají přímý vliv na úmrtnost dospělých ryb, ale obojí má mnoho nepřímých důsledků. Populace ryb vázaných na korály mají tendenci klesat v důsledku úbytku stanovišť, nicméně u některých populací býložravých ryb došlo k drastickému nárůstu v důsledku nárůstu kolonizace odumřelých korálů řasami. Studie upozorňují, že je zapotřebí lepších metod pro měření vlivu narušení na odolnost korálů.

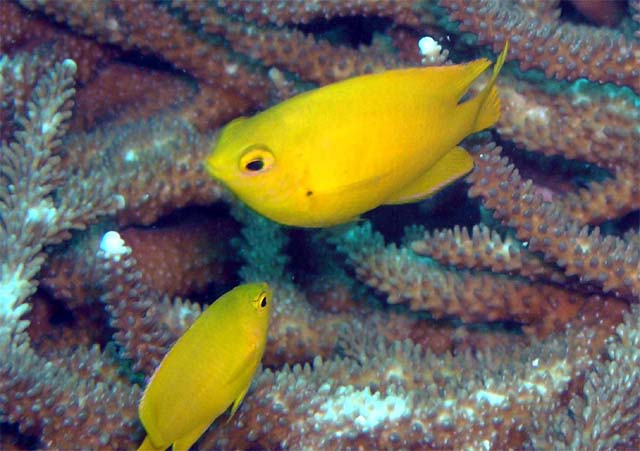
Pomacentrus molucký (Pomacentrus moluccensis) je druh vázaný na korály, u něhož bylo prokázáno, že po jejich vybělení dochází k dramatickému úbytku.

Donedávna nebyly faktory, které zprostředkovávají obnovu korálových útesů po bělení, dobře prozkoumány. Výzkum Grahama et al. (2015) studoval 21 útesů v okolí Seychel v Indopacifiku s cílem zdokumentovat dlouhodobé účinky bělení korálů. Po ztrátě více než 90 % korálů v důsledku bělení v roce 1998 se přibližně 50 % útesů zotavilo a zhruba na 40 % útesů došlo ke změně režimu na složení s převahou makroskopických řas. Po posouzení faktorů ovlivňujících pravděpodobnost obnovy studie identifikovala pět hlavních faktorů: hustotu mladých korálů, počáteční strukturní složitost, hloubku vody, biomasu býložravých ryb a živinové podmínky na útesu. Celkově se odolnost projevila nejvíce u systémů korálových útesů, které byly strukturně složité a nacházely se v hlubší vodě.
Ekologické role a funkční skupiny druhů také hrají roli při obnově potenciálu změny režimu v útesových systémech. Korálové útesy jsou ovlivňovány bioerodujícími, seškrabujícími a pasoucími se druhy ryb. Bioerodující druhy odstraňují odumřelé korály, seškrabující druhy odstraňují řasy a sediment pro další budoucí růst, pasoucí se druhy odstraňují řasy. Přítomnost jednotlivých typů druhů může ovlivnit schopnost normální úrovně obnovy korálů, která je důležitou součástí obnovy korálů. Snížený počet pasoucích se druhů po vybělení korálů v Karibiku byl přirovnán k systémům s dominancí mořských ježků, které neprocházejí změnou režimu k podmínkám s dominancí masitých makrořas. V případě, že se v systému objeví více druhů, je to možné.
Vždy existuje možnost nepozorovatelných změn, neboli kryptických ztrát nebo odolnosti, ve schopnosti korálového společenstva vykonávat ekologické procesy. Tyto kryptické ztráty mohou vést k nepředvídaným změnám režimu nebo ekologickým zvratům. Pro ochranu korálových útesů v příštích letech jsou nezbytné podrobnější metody určování zdraví korálových útesů, které zohledňují dlouhodobé změny korálových ekosystémů, a lépe informovaná ochranná politika.

## Obnova korálových útesů
Probíhá výzkum, který má pomoci zpomalit úmrtnost korálů. Po celém světě se dokončují projekty, které mají pomoci doplnit a obnovit korálové útesy. Současné snahy o obnovu korálů zahrnují mikrofragmentaci, chov korálů a přemisťování. Populace korálů rychle klesá, a proto vědci provádějí pokusy v nádržích na pěstování korálů a výzkumné nádrže, aby pomohli doplnit jejich populaci. Tyto výzkumné nádrže napodobují přirozené prostředí korálových útesů v oceánu. V těchto nádržích pěstují korály, které používají pro své pokusy, takže už nedochází k poškozování korálů nebo jejich odebírání z oceánu. Úspěšně vypěstované korály z výzkumných nádrží také přesazují a umisťují do oblastí oceánu, kde útesy vymírají. V některých nádržích pro růst a výzkum korálů provádějí Ruth Gatesová a Madelaine Van Oppenová experiment. Snaží se vytvořit „superkorály“, které by odolaly některým faktorům prostředí, kvůli nimž koráli v současnosti vymírají. Van Oppenová také pracuje na vývoji druhu řasy, která bude mít s korály symbiotický vztah a bude schopna dlouhodobě odolávat výkyvům teploty vody. Tento projekt může pomoci obnovit naše útesy, ale proces pěstování korálů ve výzkumných nádržích je velmi časově náročný. Trvá nejméně 10 let, než koráli plně vyrostou a dozrají natolik, aby se mohli rozmnožovat. Po smrti Ruth Gatesové v říjnu 2018 pokračuje její tým v Gates Coral Lab na Havajském institutu mořské biologie v jejím výzkumu snah o obnovu. Pokračující výzkum a snahy o obnovu v Gates Coral Lab se zaměřují na účinky prospěšných mutací, genetické variace a přemisťování prostřednictvím lidské pomoci na odolnost korálových útesů. Od roku 2019 tým Gates Coral Lab zjistil, že techniky obnovy ve velkém měřítku nebudou účinné; lokální snahy o obnovu korálových útesů na individuální bázi jsou testovány jako realističtější a účinnější, zatímco probíhá výzkum, který má určit nejlepší způsoby boje proti ničení korálů v masovém měřítku.

### Chráněné mořské oblasti
Chráněné mořské oblasti jsou oddělené části oceánu určené k ochraně před lidskými činnostmi, jako je rybolov a neřízený cestovní ruch. Podle NOAA zabírají MPA v současné době 26 % amerických vod. bylo doloženo, že chráněné mořské oblasti zlepšují a zabraňují účinkům blednutí korálů ve Spojených státech. V roce 2018 dospěl výzkum vědců zabývajících se korály v Karibiku k závěru, že v oblastech oceánu spravovaných/chráněných vládou se zlepšily podmínky, v nichž jsou korálové útesy schopny prosperovat. Chráněné mořské oblasti chrání ekosystémy před nadměrným rybolovem, který umožňuje prosperitu více druhů ryb a snižuje hustotu mořských řas, což usnadňuje růst a zvyšování populace/síly mladých korálových organismů. z této studie vyplývá, že díky ochraně chráněných mořských oblastí byl zaznamenán 62% nárůst populace korálů. Vyšší populace mladých korálů zvyšují životnost útesu i jeho schopnost zotavit se z extrémních případů bělení.

### Místní dopady a řešení bělení korálů
Na bělení korálů má lokální dopad řada stresových faktorů, včetně sedimentace, neustálé podpory městské zástavby, změn půdy, zvýšeného cestovního ruchu, nečištěných odpadních vod a znečištění. Pro ilustraci, zvýšený cestovní ruch je pro zemi přínosem, nicméně s sebou nese i náklady. Příkladem může být Dominikánská republika, která se ve velké míře spoléhá na své korálové útesy, aby přilákala turisty, což má za následek zvýšené strukturální poškození, nadměrný rybolov, znečištění živinami a nárůst nemocí korálových útesů. V důsledku toho Dominikánská republika zavedla plán udržitelného řízení svých suchozemských a mořských oblastí, který má regulovat ekoturistiku.

## Ekonomická hodnota korálových útesů
Korálové útesy poskytují útočiště odhadem čtvrtině všech oceánských druhů. Odborníci odhadují, že služby korálových útesů mají hodnotu až 1,2 milionu dolarů na hektar, což znamená v průměru 172 miliard dolarů ročně. Mezi přínosy korálových útesů patří poskytování fyzických struktur, jako je ochrana pobřeží, biotické služby uvnitř ekosystémů a mezi nimi, biogeochemické služby, jako je udržování hladiny dusíku v oceánu, klimatické záznamy a rekreační a komerční služby (cestovní ruch). Korálové útesy jsou jedním z nejlepších mořských ekosystémů, které lze využívat jako zdroj potravy. Korálové útesy jsou také ideálním prostředím pro vzácné a hospodářsky významné druhy tropických ryb, protože poskytují rybám ideální prostor pro rozmnožování a vytváření odchoven. Pokud je populace ryb a korálů v útesu vysoká, můžeme tuto oblast využívat jako místo pro sběr potravy a věcí s léčivými účinky, což také pomáhá vytvářet pracovní místa pro lidi, kteří mohou tyto exempláře sbírat. Útesy mají také určitý kulturní význam v určitých oblastech světa.

## Analýza nákladů a přínosů snížení úbytku korálových útesů
V roce 2010 vytvořila Úmluva o biologické rozmanitosti (CBD) ve svém Strategickém plánu pro biologickou rozmanitost na období 2011–2020 dvacet různých cílů udržitelného rozvoje pro období po roce 2015. Cíl 10 uvádí cíl minimalizovat „antropogenní tlaky na korálové útesy.“ Byly zkoumány dva programy, jeden, který snižuje úbytek korálových útesů o 50 %, který má kapitálové náklady 684 milionů dolarů a běžné náklady 81 milionů dolarů. Druhý program snižuje úbytek korálových útesů o 80 % a má kapitálové náklady 1,036 miliardy dolarů a opakující se náklady 130 milionů dolarů. CBD připouští, že možná podhodnocuje náklady a zdroje potřebné k dosažení tohoto cíle kvůli nedostatku relevantních údajů, nicméně analýza nákladů a přínosů ukazuje, že přínosy převažují nad náklady u obou programů dostatečně výrazně (poměr přínosů a nákladů 95,3 a 98,5), takže „existuje dostatečný prostor pro zvýšení výdajů na ochranu korálů a přesto dosáhnout poměru přínosů a nákladů, který je výrazně vyšší než jedna“.